# Takko
Takko (jap. 田子町 Takko-machi) – miasto w Japonii, na wyspie Honsiu, w prefekturze Aomori. Według danych na rok 2020 miejscowość zamieszkiwało 4 968 mieszkańców , a gęstość zaludnienia wyniosła 20,5 os./km².